# Åmli
Åmli är den enda tätorten i Åmli kommun i Agder fylke i södra Norge. Orten ligger vid riksväg 41 och älven Nidelva. Den utgör kommunens centralort.